# Dorfkirche Mellenthin

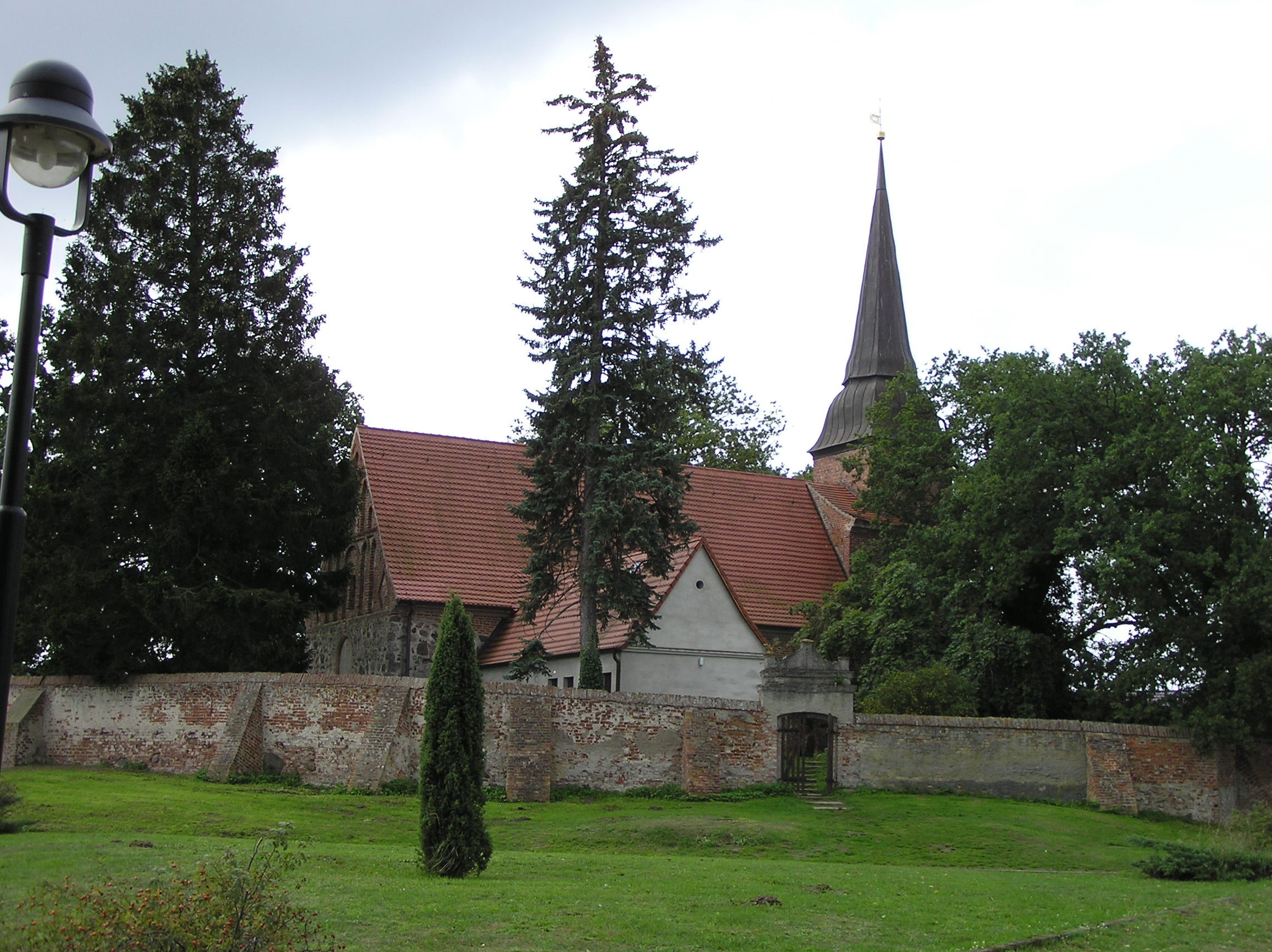
Kirche Mellenthin

Die Dorfkirche Mellenthin ist eine von drei Kirchen der Kirchengemeinde Morgenitz in der Propstei Pasewalk im Pommerschen Evangelischen Kirchenkreis der Evangelisch-Lutherischen Kirche in Norddeutschland. Bis 2012 gehörte sie zum Kirchenkreis Greifswald der Pommerschen Evangelischen Kirche. Sie befindet sich in Mellenthin im Landkreis Vorpommern-Greifswald auf der Insel Usedom.

## Lage
Die Dorfstraße führt als zentrale Verbindungsachse sowohl von Norden wie auch von Süden in den historischen Ortskern. Ebenso zweigt sie nach Nordosten und zeigt dort in einer Sichtachse auf das Wasserschloss Mellenthin. In dem so aufgespannten, dreiecksförmigen Grundstück steht die Kirche auf einem Grundstück, dass mit einer Mauer aus rötlichen Steinen eingefriedet ist.

## Geschichte
Das Dehio-Handbuch vermutet, dass der Chor „wohl“ bereits zum Ende des 13. Jahrhunderts entstand. Das Kirchenschiff wurde Anfang des 14. Jahrhunderts als Filial der Usedomer Paulskirche errichtet. Im 15. Jahrhundert kam der Westturm hinzu. Er erhielt 1755 eine geschweifte Haube mit oktogonalem Helm. Zwischen 2000 und 2005 erfolgte eine umfangreiche Sanierung und Konservierung der Malereien.

## Baubeschreibung

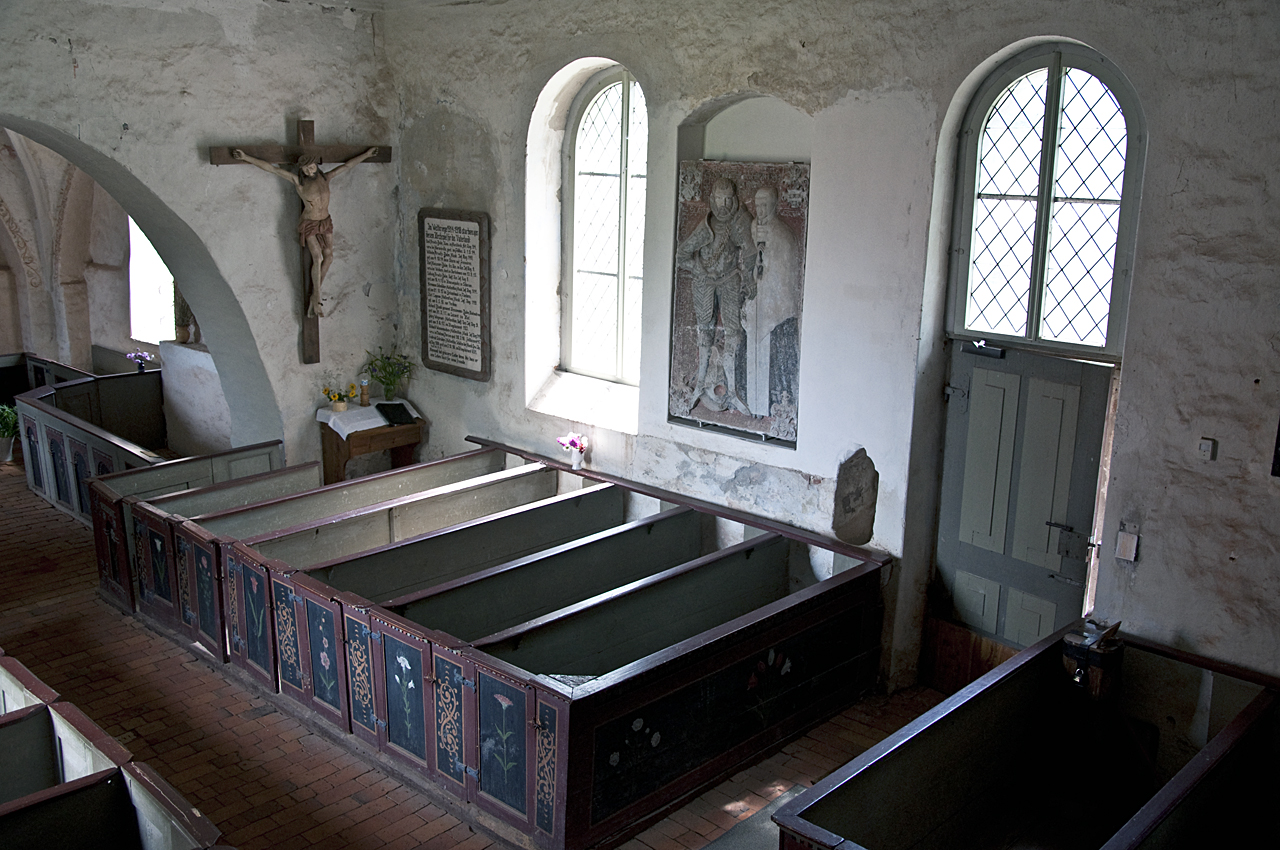
Blick in die Kirche mit Grabplatte an der Südwand

Der Chor hat einen quadratischen Grundriss und entstand aus Feldsteinen. Er besitzt im Inneren Kreuzrippengewölbe und ist durch einen spitzen Triumphbogen vom Kirchenschiff getrennt. Der östliche Giebel ist mit zweizonigen Blenden sowie einem Zahnfries und getreppten Rautenblenden versehen. Nördlich ist eine Sakristei von 1650, die den früheren Besitzern und Patronen von Mellenthin als Begräbnisstätte diente. Das Kirchenschiff entstand im Wesentlichen aus Mauersteinen mit rundbogigen Fenstern. Am Südportal wurde eine Trogmühle eingemauert, die lange Zeit als Weihwasserbecken diente. Nach Westen schließt sich der Kirchturm an. Er kann durch ein dreifach getrepptes, spitzbogenförmiges Portal betreten werden; darüber eine Archivolte in Dreipassform.

## Ausstattung

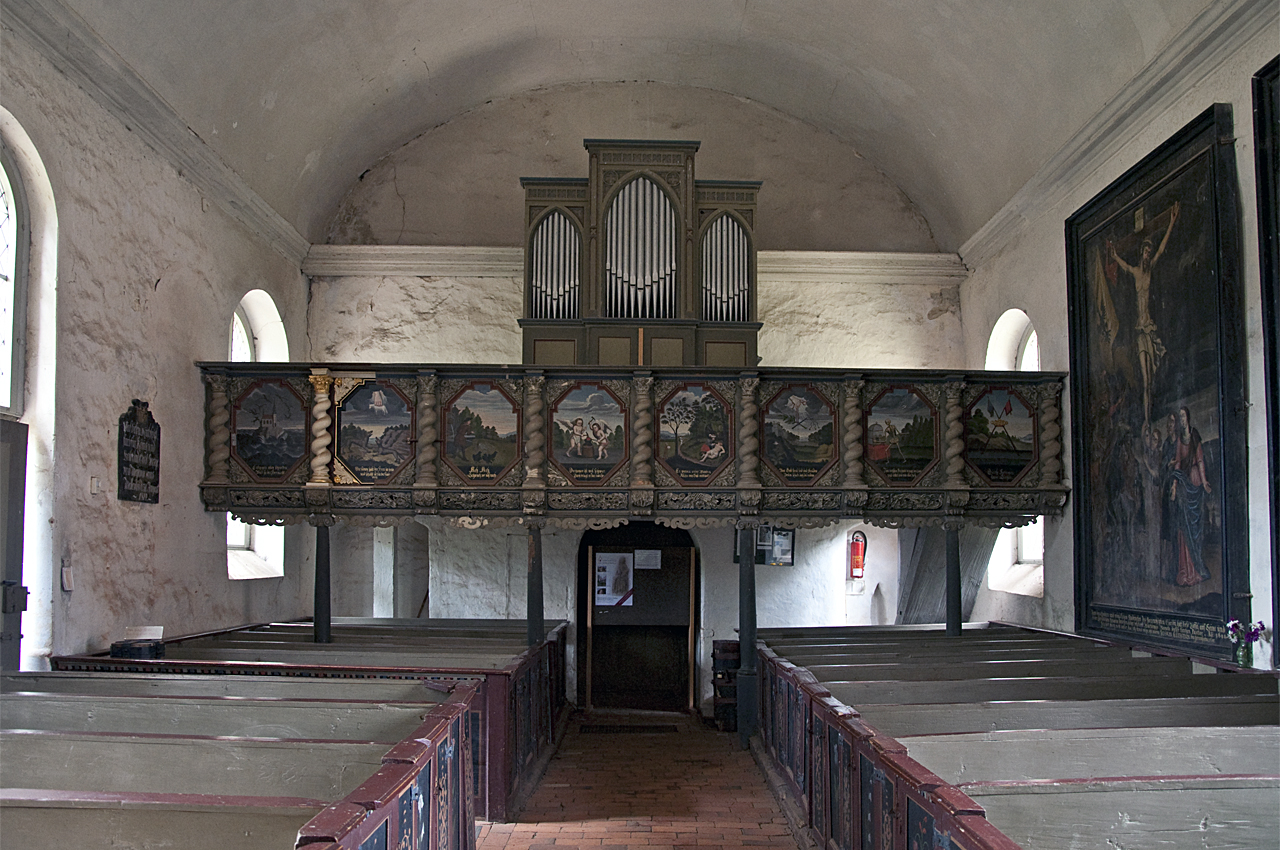
Westempore mit Orgel

Das kleine Altarretabel aus dem 18. Jahrhundert zeigt das Abendmahl Jesu und ist mit reich verzierten Wangen aus Akanthus geschmückt. Die Kanzel stammt aus dem 17. Jahrhundert. Zur weiteren Kirchenausstattung gehört ein barockes Gestühl sowie ein Beichtstuhl, die ornamental bemalt wurden. Ein Gemälde mit der Darstellung des Jüngsten Gerichts ist auf 1694 datiert, ein Kreuzigungsbild auf 1698. Die Glocke wurde von Friedrich II. von Hessen-Homburg gestiftet und 1654 vom Stettiner Glockengießer G. Köckritz gefertigt.
Aus den Jahren um 1420/1430 stammen die Deckenmalereien im Chor mit alt- und neutestamentlichen Szenen sowie dem Martyrium des Heiligen Erasmus, die in den 1930er Jahren freigelegt wurden. Sie stammen vermutlich aus der Werkstatt der Marienkirche in Stralsund.
Auf einer Grabplatte an der Südwand sind der Erbauer des Wasserschlosses Mellenthin Rüdiger von Neuenkirchen († 1594) und seine Frau Ilsabe von Eickstedt dargestellt. Während der Reformationszeit in Pommern eigneten sich die von Neuenkirchen das Pfarrland an, so dass die Pfarre einging. Seit dieser Zeit wird die Mellenthiner Gemeinde durch den Pfarrer der Morgenitzer Kirche mitversorgt.
Die Westempore stammt wohl aus der Zeit um 1700 und ist mit allegorischen Emporenmalerei reich verziert. Darauf steht eine Orgel, die 1879 von Barnim Grüneberg errichtet wurde. Das Instrument hat ein neugotisches Prospekt, ein Manual und vier Register. Allerdings sind die Pfeifen nicht mehr original; sie mussten vermutlich 1917 für Kriegszwecke abgegeben werden. Durch Vandalismus und Diebstahl wurde das Instrument in den letzten Jahrzehnten beschädigt. Seit einigen Jahren wird die Kirche daher durch ehrenamtliche Mitglieder betreut. Im Jahr 2020 wird das Instrument restauriert.